# Lyman Page
Lyman Alexander Page, Jr. (24 de setembro de 1957) é um físico estadunidense. É professor da cátedra Cyrus Fogg Brackett de Física da Universidade de Princeton. É especialista em cosmologia observacional e um dos co-investigadores original da sonda Wilkinson Microwave Anisotropy Probe, que fez observações meticulosas da radiação cósmica de fundo em micro-ondas, um eco eletromagnético do universo na fase do Big Bang.
Page obteve em 1978 o B.A. no Bowdoin College, Brunswick, Maine, e um PhD em 1989 no Instituto de Tecnologia de Massachusetts.

## Condecorações e reconhecimentos
- 2018 Prêmio Marcel Grossmann